# Självständighetskrig

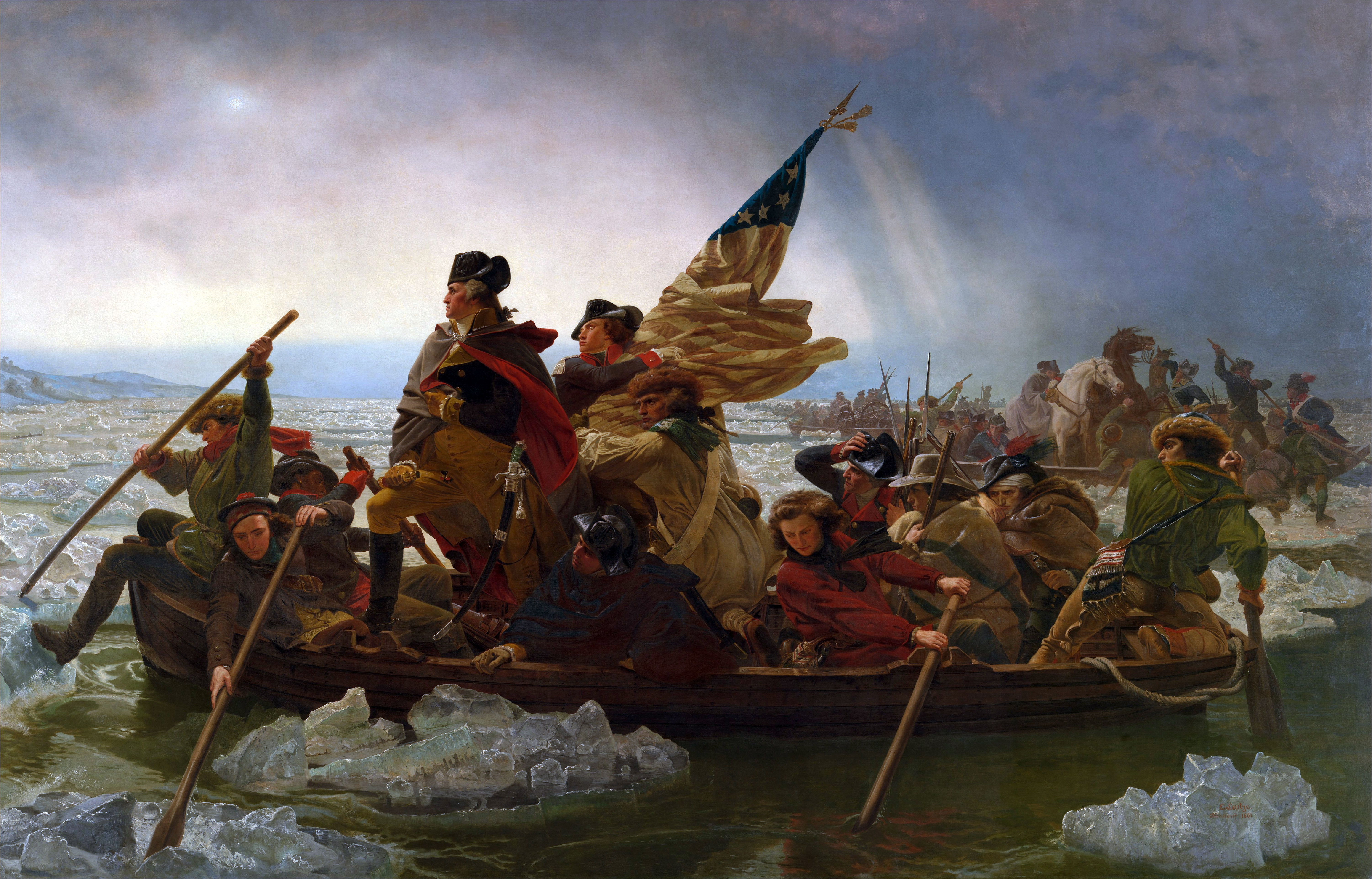
George Washington korsar Delaware för en överraskningsattack under amerikanska frihetskriget.

Ett självständighetskrig, frihetskrig eller befrielsekrig är ett krig som leder till att en självständig stat bildas eller återupprättas. Självständighetskrig börjar ofta som väpnat uppror mot en kolonialmakt, och benämningen "självständighetskrig" används normalt bara retrospektivt om framgångsrika uppror.

## Exempel på självständighetskrig
| Namn                                 | Period    |
| ------------------------------------ | --------- |
| Gustav Vasas befrielsekrig           | 1521–1523 |
| Chmelnytskyj-upproret                | 1648–1654 |
| Nordamerikanska frihetskriget        | 1775–1783 |
| Spanska självständighetskriget       | 1808–1814 |
| Bolivianska självständighetskriget   | 1809–1825 |
| Argentinska självständighetskriget   | 1810–1818 |
| Chilenska självständighetskriget     | 1810–1818 |
| Mexikanska frihetskriget             | 1810–1821 |
| Venezolanska frihetskriget           | 1810–1823 |
| Peruanska självständighetskriget     | 1811–1824 |
| Ecuadorianska självständighetskriget | 1820–1822 |
| Grekiska frihetskriget               | 1821–1829 |
| Amerikanska inbördeskriget           | 1861–1865 |
| Finländska frihetskriget             | 1918      |
| Estniska frihetskriget               | 1918–1920 |
| Indonesiska självständighetskriget   | 1945–1949 |
| Indokinakriget                       | 1946–1954 |
| Algeriska självständighetskriget     | 1954–1962 |
| Angolanska självständighetskriget    | 1961–1975 |
| Moçambikiska självständighetskriget  | 1964–1975 |
| Biafrakriget                         | 1967–1970 |
| Bangladeshs befrielsekrig            | 1971      |
| Bosnienkriget                        | 1992–1995 |

### Fotnoter
1. 1 2  Pizzo, David (2016). Wars of independence, kapitel i The Encyclopedia of Empire. John Wiley & Sons, Ltd. ISBN 9781118455074